# François Caron (gouverneur)

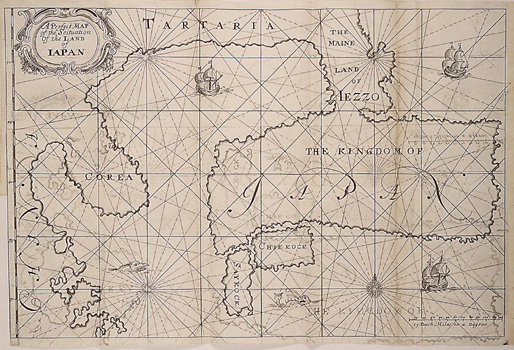
Een kaart uit François Carons Beschryvinghe van het machtigh koningryk Japan, gesteld door Françoys Caron

François (of Frans) Caron (Brussel, 1600 – Lissabon, 5 april 1673) was een Nederlands koloniaal bewindsman, die begon als koksmaat en opklom tot opperhoofd in Japan en gouverneur van Nederlands-Formosa. Hij was in het Japan onder shogun Tokugawa Iemitsu de eerste Franssprekende Europeaan, en de laatste die vrij kon rondlopen in zijn functie als opperhoofd in Hirado. Caron schreef een belangwekkende analyse van Japan, die in de 17e eeuw meer dan twintig keer werd vertaald. Hij werd benoemd tot Raad van Indië en tot gouverneur van Formosa. Na malversaties werd hij eervol ontslagen door de Heren XVII, maar trad tien jaar later tot hun ergernis in dienst van de Franse Oost-Indische Compagnie. Hij verdronk toen zijn wrakke schip in de monding van de Taag te pletter sloeg.

## Biografie
Caron stamde uit een Franse hugenotenfamilie. Na het Edict van Nantes weken zijn ouders in 1598 uit naar Brussel, waarna zij door de activiteiten van de Markies van Spinola in de Zuidelijke Nederlanden, rond 1602 in de Republiek terechtkwamen. In 1619 voer Caron als koksmaat naar Hirado (Japan). Daar liep hij wegens de behandeling door de kapitein van het schip weg. Caron zou twintig jaar in Japan blijven.

### In Hirado

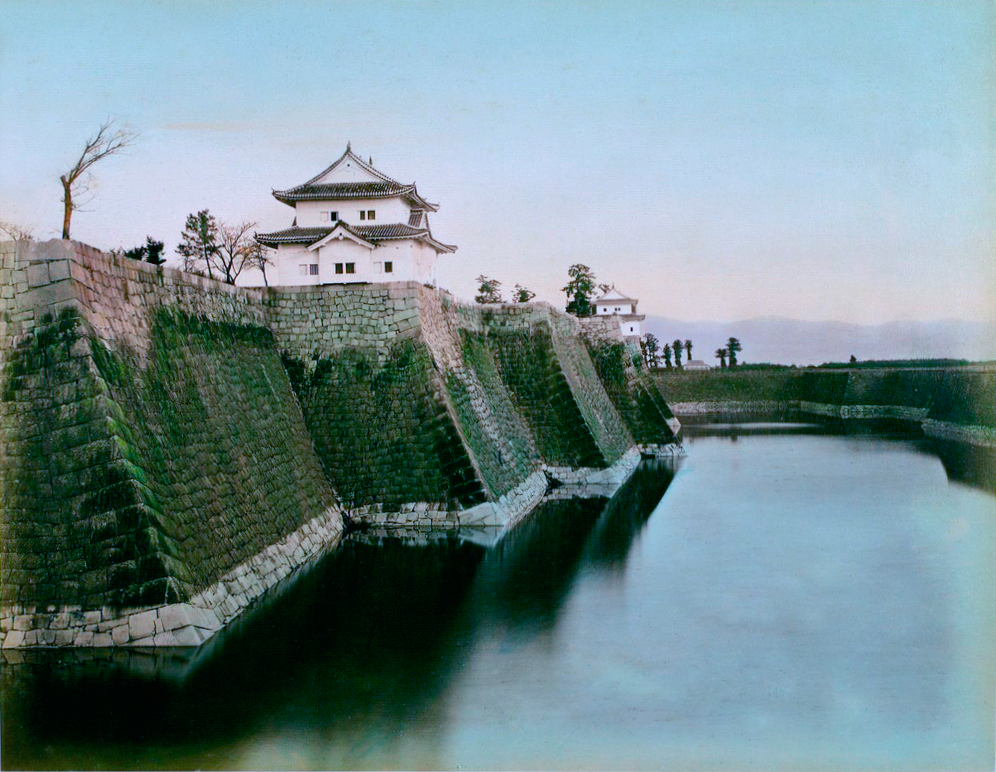
Vesting Edo in de 19e eeuw

Caron woonde samen met een Japanse vrouw en kreeg zes kinderen met haar; de oudste, Daniël, werd geboren in 1622. Omdat Caron het Japans meester was en makkelijk met mensen omging viel hij op bij de handelspost op Hirado. Caron reisde naar Edo in 1627 en diende als tolk voor Pieter Nuyts, die onverrichter zake terugkeerde, nadat hij zijn mond voorbij had gepraat. In 1628 voeren de beide mannen naar Formosa. Daar werd Caron gevangengenomen samen met de 7-jarige zoon van Nuyts, nadat een Japanse koopman iedere handel op Formosa was geweigerd. Caron werd vrijgelaten en werd in 1633 benoemd als opperkoopman. Hij reisde met het opperhoofd Nicolaes Coeckebacker naar Edo. Ze hadden ruim de tijd de zaken in ogenschouw te nemen; pas na zeven maanden kregen zij toestemming de shogun met een bezoek te vereren. De shogun kreeg mogelijk twee Perzische tapijten en twaalf pistolen cadeau. Deze geschenken waren bedoeld om gunstiger handelsvoorwaarden te verkrijgen dan de Portugezen, maar ook om Pieter Nuyts, die was uitgeleverd, vrij te krijgen. In 1636 kreeg de shogun een enorme kandelaber, een verrekijker en twee spiegels. Daarmee wist de VOC de vrijlating van Nuyts te bewerkstelligen.
Zijn Beschrĳvinghe van het machtigh koninghrĳcke Japan is een belangrijke bron voor de studie van de geschiedenis van de missie van de jezuïeten in Japan. In 1638 wist Caron de Japanners ervan te overtuigen dat de Nederlanders alles zouden kunnen leveren wat ze nodig hadden en liet ter plaatse mortieren gieten. Daarbij speelde dat Nicolaes Coeckebacker in dat jaar meehielp de Shimabara-opstand neer te slaan. In 1640 kreeg Caron de opdracht alle pakhuizen op Hirado te verbranden, want Coeckebacker had in 1637 (soms wordt abusievelijk ook 1639 of 1640 genoemd) het jaar des Heren op een nieuw stenen hoofdgebouw laten aanbrengen.  Caron accepteerde alle voorwaarden door de Japanners opgelegd. (Een goedgezinde minister in de Japanse bakufu wist erger te voorkomen.) Caron vertrok en Maximiliaan le Maire werd zijn opvolger. 

### In Batavia en op Taiwan

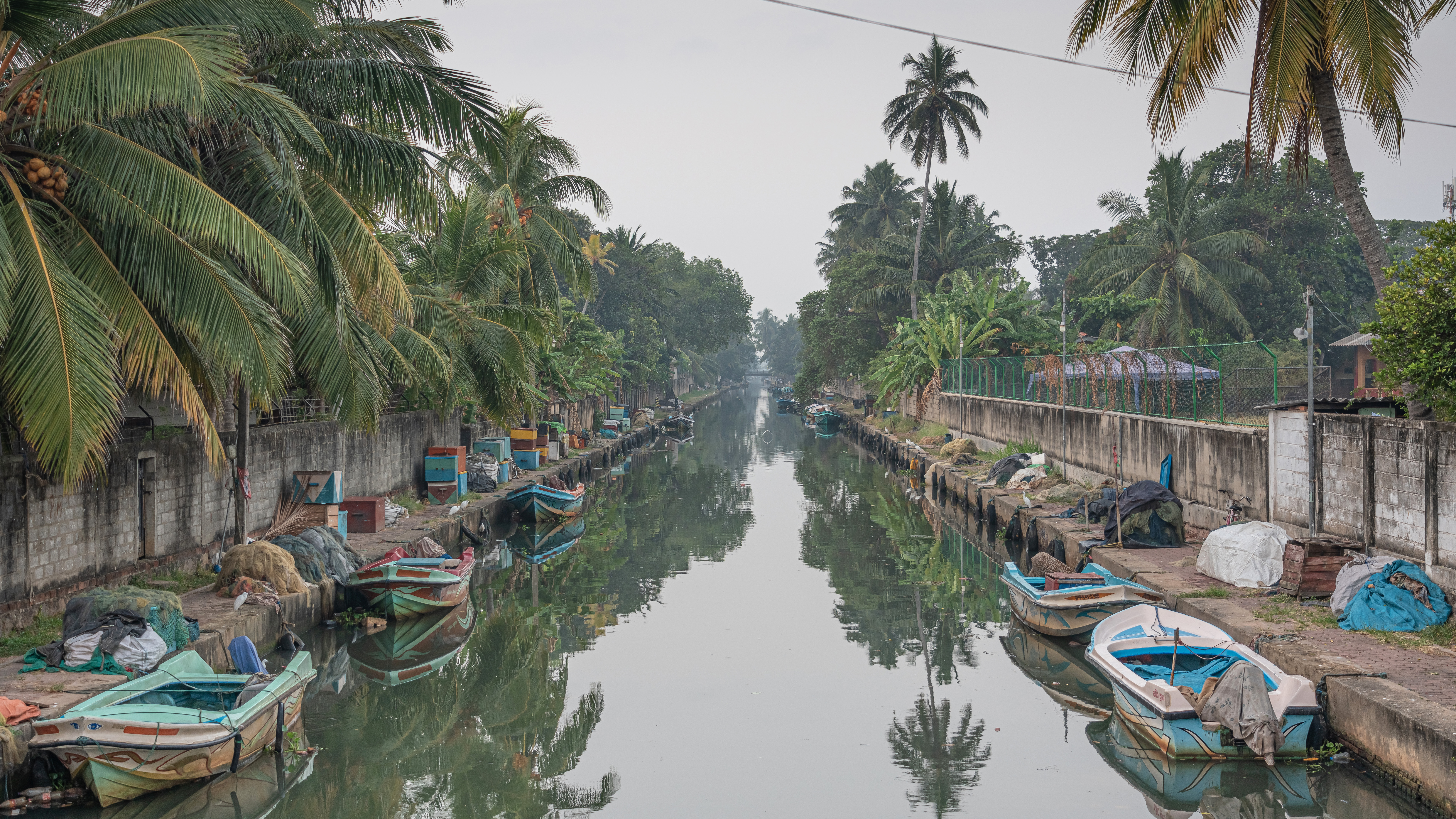
Negombo, Hollands kanaal

In 1641 was Caron terug in Batavia. Vanwege kennis van zaken werd hij door de gouverneur-generaal, Antonie van Diemen, benoemd tot directeur-generaal van de koophandel. Joan Maetsuycker, Salomon Sweers en Justus Schouten waren zijn collega's in de Raad van Indië. Vervolgens voer hij als admiraal van de retourvloot naar Holland met tien rijk beladen schepen, mogelijk ook om zijn (halfbloed)kinderen een opleiding te bezorgen. Hij werd binnengehaald door Zacharias Wagener. Toen hij terugvoer in 1643 bleek zijn Japanse vrouw gestorven. Vervolgens leverde hij strijd tegen de Portugezen in Ceylon. In januari 1644 veroverde hij Negombo stormenderhand; van het fort bleef niet veel over, door de ontploffing van het kruithuis.
In september 1644 trouwde Caron per volmacht met Constantia Boudaen; Coeckebacker vertegenwoordigde hem voor de schepenen in Voorburg.  Frederick Coyett, die in juni 1645 met een zus van Constantia trouwde, werd de zwager van Caron.
Caron werd in mei 1644 benoemd als gouverneur van Formosa, en vertrok naar Fort Zeelandia (Taiwan). Hij werkte nauw samen met Reynier van Tzum in Dejima. Hij bemoeide zich met de situatie in het oosten van Taiwan, waar goud zou kunnen worden gewonnen, maar de goudwinning stuitte op heftig verzet van de plaatselijke bevolking. Alhoewel zijn voorganger de eilanders had opgedragen de belasting aan de VOC in hertenhuiden te betalen, kwam Caron hierop terug, en nam genoegen met rijst. Hij maakte bovendien een uitzondering voor armen, weduwen en ouderen.
In 1646 keerde hij terug naar Batavia en liet zijn bastaardkinderen echten. Caron belegde een deel van zijn bijeengegaarde kapitaal in landerijen, wat hem tot een der grootste grondbezitters van Batavia maakt, maar er kwamen wel klachten binnen van de burgerij over zijn praktijken: een tolheffing over een door hem aangelegd kanaal. Caron stichtte als een van de eersten een buitenplaats, waar hij mogelijk aan een geautoriseerde versie van zijn boek over Japan begon.

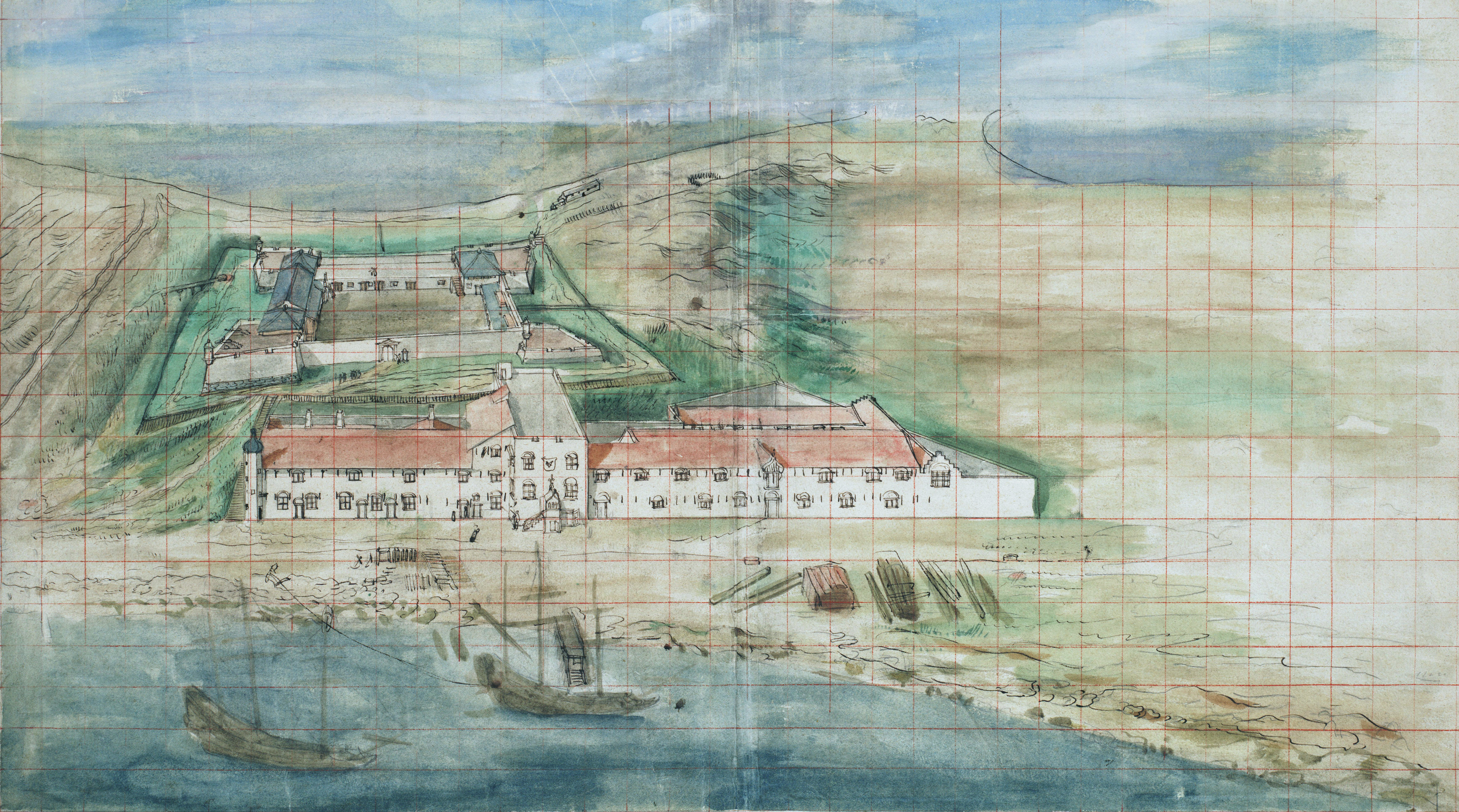
Overzicht van Fort Zeelandia in Tainan, Taiwan/ ca. 1635/ 73 × 103 cm/ Nationaal Archief, Den Haag, Nederland

Een van de zaken waar Caron zich om moest bekommeren, was een diplomatieke oplossing van de Nambu-affaire. In 1649 stelde hij voor een doodzieke jurist, Peter Blokhovius, die twee weken eerder in Batavia was aangekomen, als "ambassadeur" vergezeld van planken voor een lijkkist naar Japan te sturen. Caron gaf duidelijke instructies hoe moest worden gehandeld als Blokhovius naar verwachting onderweg zou sterven. De nieuwe rector werd postuum tot doctor in de Rechten bevorderd en naar Edo getransporteerd. Het shogunaat bemerkte tot zijn opluchting dat deze gezant, die geconserveerd in Nagasaki werd afgeleverd, geen persoonlijke brief van de Prins van Oranje bij zich had en concludeerde zodoende dat het hier ‘de dood van een handelsreiziger’ betrof.
Eind 1649 was Caron opnieuw in Ceylon, totdat hij op 25 september 1652, samen met de gouverneur-generaal Cornelis van der Lijn ter verantwoording in Den Haag geroepen, ontslagen werd. De twee mannen waren aangeklaagd vanwege ongeoorloofde particuliere handel. Het is waarschijnlijk dat de bewindhebbers ook wilden weten hoe het stond met de relaties met Japan en wat er precies gebeurd was met de schoolmeester Blokhovius. Caron diende als vraagbaak, en weigerde terug te keren in dienst van de bewindhebbers.

### In Franse dienst

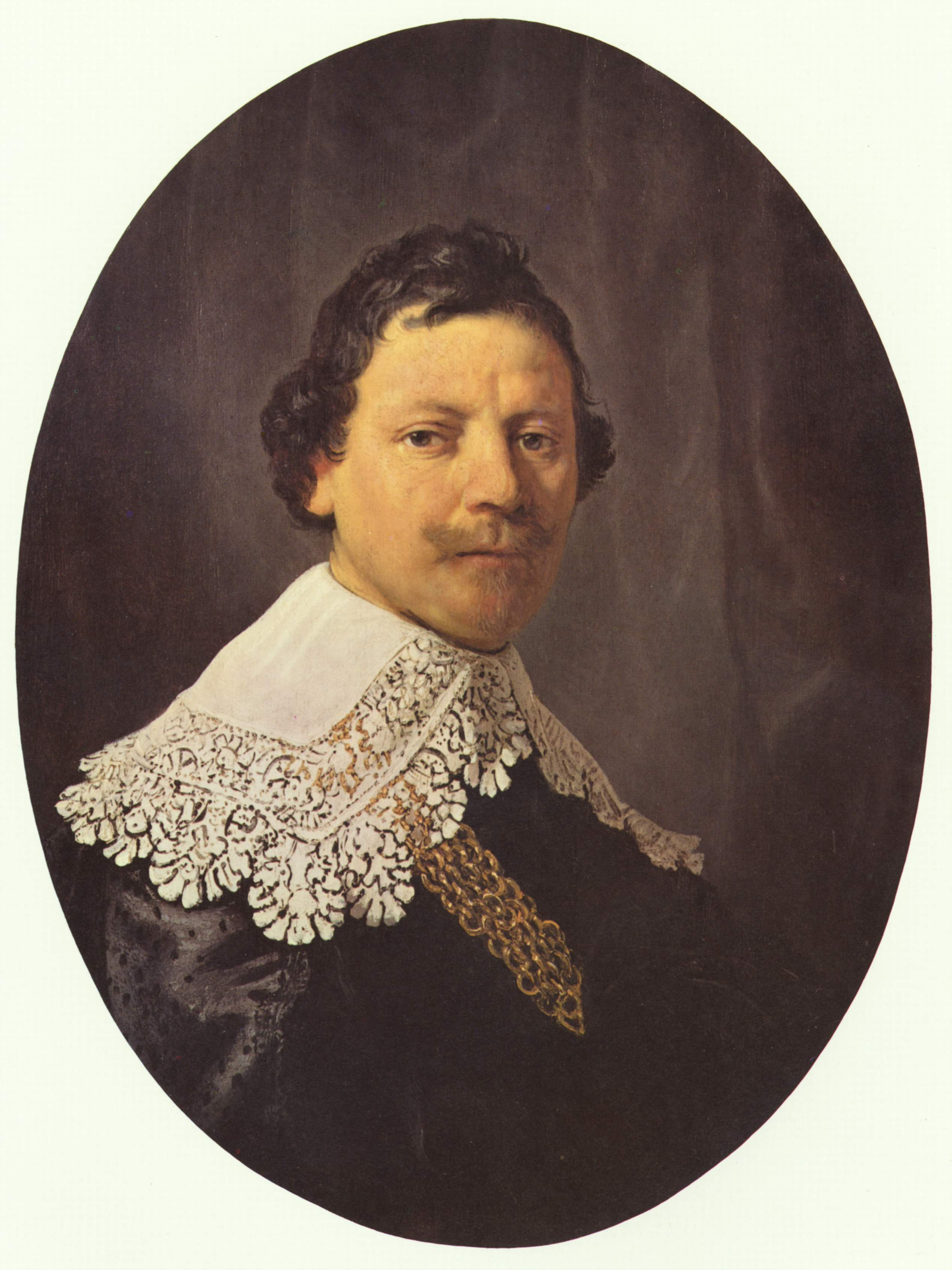
Portret van Philips Lucasz. door Rembrandt in 1635. Lucasz., een zwager van Jacques Specx. vroeg aan Caron om een boek over Japan te schrijven.

In 1664 werd Caron door de Franse minister Colbert benoemd tot hoofd van de Franse Oost-Indische Compagnie. Zijn overlopen werd beschouwd als verraad en Caron werd voor eeuwig uit de Republiek verbannen. Hij zeilde, met door Sophia Trip aangeworven personeel met zijn twee oudste zonen naar Madagaskar en begon handelsposten op Réunion en Mauritius. Tussen 1668-1672 stichtte hij handelsposten in Suratte, Masulipatnam en Pondicherry. In 1671 verleende koning Lodewijk XIV Caron en een zoon voor hun verdiensten de Orde van de Heilige Michaël. In 1672 probeerde Caron met een Franse oorlogsvloot, het 'Perzisch Eskader', een basis te stichten bij Trincomalee aan de oostkust van Ceylon, dat sinds 1658 volledig onder Hollandse controle stond. Rijkloff van Goens blokkeerde de baai om bevoorrading te voorkomen. Na 3 maanden moesten de uitgehongerde Fransen vertrekken. Ze veroverden toen San Thomé aan de Coromandelkust op het rijk van Golkonda. In 1674 werden ze ook hier verjaagd door van Goens. Caron keerde terug naar Suratte, waar hij een oud schip de Jules in gereedheid bracht. Vanwege de oorlog met de Republiek dacht Caron verstandig te zijn door zijn lading in Lissabon aan land te brengen. Toen het roer plotseling losliet werd het schip onbestuurbaar, waarna het in de monding van de Taag op de rotsen liep en in tweeën spleet. Caron verdronk, samen met de meegebrachte edelstenen.

### Kinderen
Zijn zoon Daniël Caron was in 1658 predikant op Formosa; Franchois Caron was tussen 1661 en 1674 dominee op Ambon. Johannes Caron, uit zijn tweede huwelijk overleefde de ramp op de Taag. Balthasar, een voorvader van Pierre Augustin Caron, zou uit India over land terugkeren. Zijn dochters trouwden in de Brabantse en Franse elite; één vluchtte in 1685 naar Engeland.

## Werken

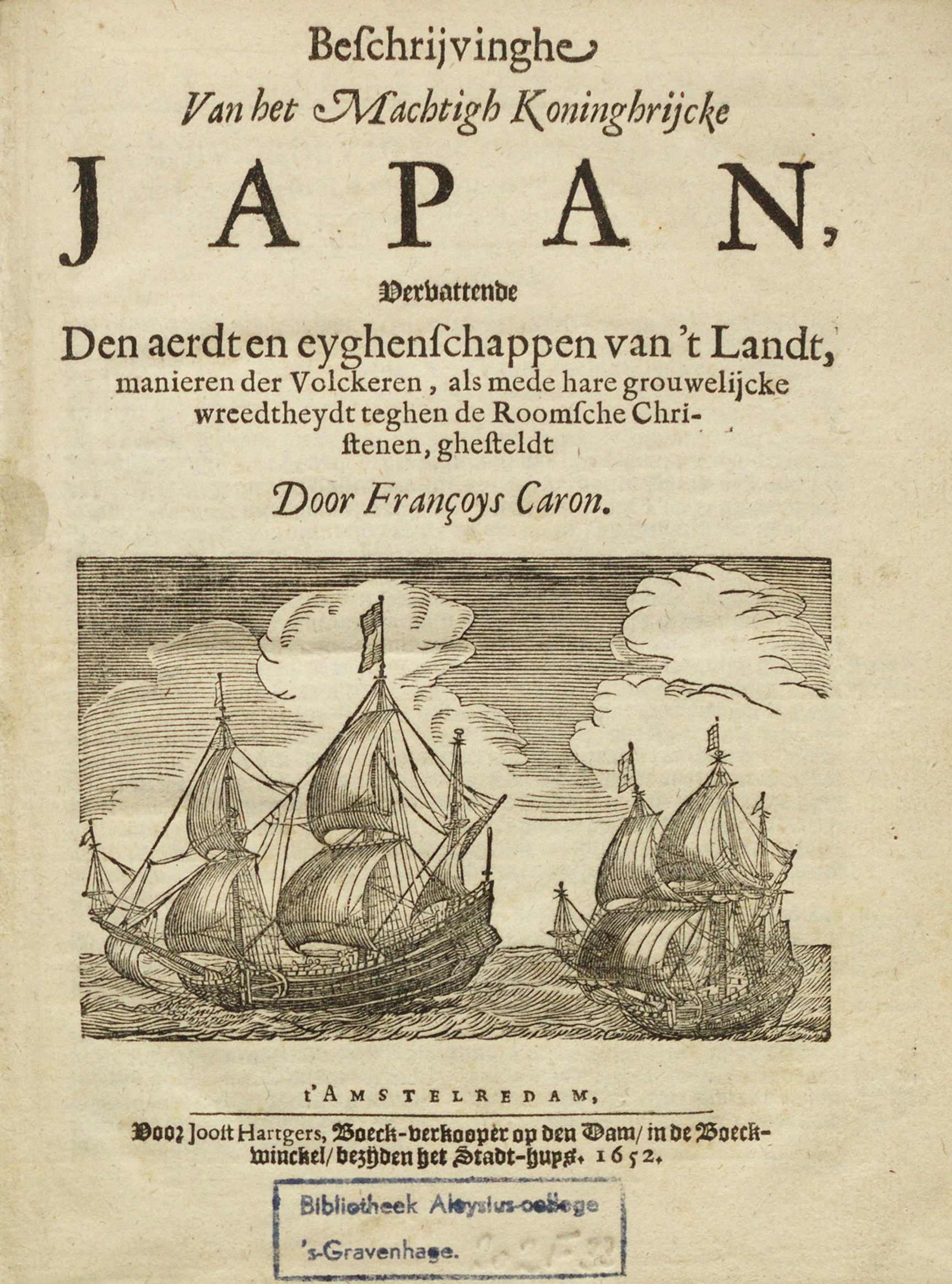
Titelpagina van François Caron (1652): Beschrĳvinghe van het machtigh koninghrĳcke Japan. Amsterdam: Joost Hartgersz

- Beschrijvinghe van het machtigh conincrijcke Japan / François Caron t' Amsterdam : voor Joost Hartgers 1648. Dit boek werd door misbruik van vertrouwen geheel buiten Caron om uitgegeven; de nieuwe door hem bezorgde tweede druk (1661) is meermalen herdrukt en in het Duits, Engels en Frans vertaald.
- Beschryvinghe van het machtigh koningryk Japan, gesteld door Françoys Caron, Directeur des compagnies negotie aldaer, ende met eenighe aenteekeningen vermeerdert door Hendrick Hagenaer (Amsterdam 1650?)
- Beschrijvinghe van het machtigh koninghrijcke Japan, dervattende den aerdt en eyghenschappen van 't landt, manieren der volckeren, als mede hare grouwelijcke wreedtheydt teghen de roomsche christenen, / ghesteldt door Françoys Caron
- Rechte beschryvinge van het machtigh koninghrijck van Iappan, bestaande inverscheyde vragen, betreffende des selfs regiering, coophandel, maniere van leven, strenge justitie etc., voorgesteld door Phil. Lucas, directeur generael wegens den Nederl. Staet in India, ende door Franc. Caron, pres. over de Comp. ommeslach in Jappan, beantwoord in den jare 1636 / welcke nu door den selven autheur oversien, vermeerdert en uytgelaten is de fabuleuse aentt. van Hendr. Hagenaer, so dat nu alles met zijn voorige origineel komt te accorderen ; en met koperen figuren verrijckt.

- Bibsys: 14011320
- Bibliothèque nationale de France: cb10345824x (data)
- Biografisch Portaal: 56063321
- CiNii: DA03332153
- Digitale Bibliotheek voor de Nederlandse Letteren: caro002
- Stuttgart Database of Scientific Illustrators 1450–1950: 12413
- Gemeinsame Normdatei: 122503791
- International Standard Name Identifier: 0000 0000 8365 0391
- Library of Congress Control Number: n85115868
- Bibliotheek van het Japanse parlement: 00435334
- Nationale Bibliotheek van Tsjechië: ola2014819951
- Nationale Bibliotheek van Israël: 987007323931305171
- Nederlandse Thesaurus van Auteursnamen: 070177686
- LIBRIS: 231494
- Système universitaire de documentation: 076735893
- Trove: 908756
- Virtual International Authority File: 24590753
- WorldCat: E39PBJvCQXTPKvqYvggKBKK68C